# Spell Bound
Spell Bound est un jeu vidéo de plates-formes développé par WJS Design et édité par Psygnosis en 1990 sur Amiga et Atari ST.

## Équipe de développement
- Programmation : Paul Hoggart, Wayne J. Smithson
- Graphismes : Chris Warren, Kevin Oxland
- Musique : Ray Norrish
- Illustration boîte de jeu : Peter Andrew Jones

## À noter
- Spellbound (1984), le jeu de plates-formes de Ocean Software
- Spellbound (1985), le jeu d'action-aventure de Mastertronic
- Spell Bound (1988), le logiciel ludo-éducatif de Learners Image
- Spellbound Dizzy (1991), le jeu d'action-aventure de Codemasters
- Spellbound! (1991), le logiciel ludo-éducatif de Lander Software